# Marc Vanden Bussche
Pour les articles homonymes, voir Vanden Bussche.
Marcus Vanden Bussche, né le 16 avril 1950 à Dixmude est un homme politique belge , membre de Lijst Dedecker, ex-membre de OpenVLD. Il retourna le 25 juin 2010 chez OpenVLD après la défaite de Lijst Dedecker aux élections législatives fédérales belges de 2010.
Il est licencié en droit, en droit européen (UGent) et en notariat (VUB) ; master of Law (université d'Exeter, Royaume-Uni). Il fut notaire jusqu'en 2009, année à laquelle il est élu député flamand.

## Carrière politique
- 1982-     : Conseiller communal à Coxyde
- 1994- : Bourgmestre de Coxyde
- 1994-2006 : Conseiller provincial province de Flandre-Occidentale
- 2009-2014 : député flamand